# 우간다의 난민

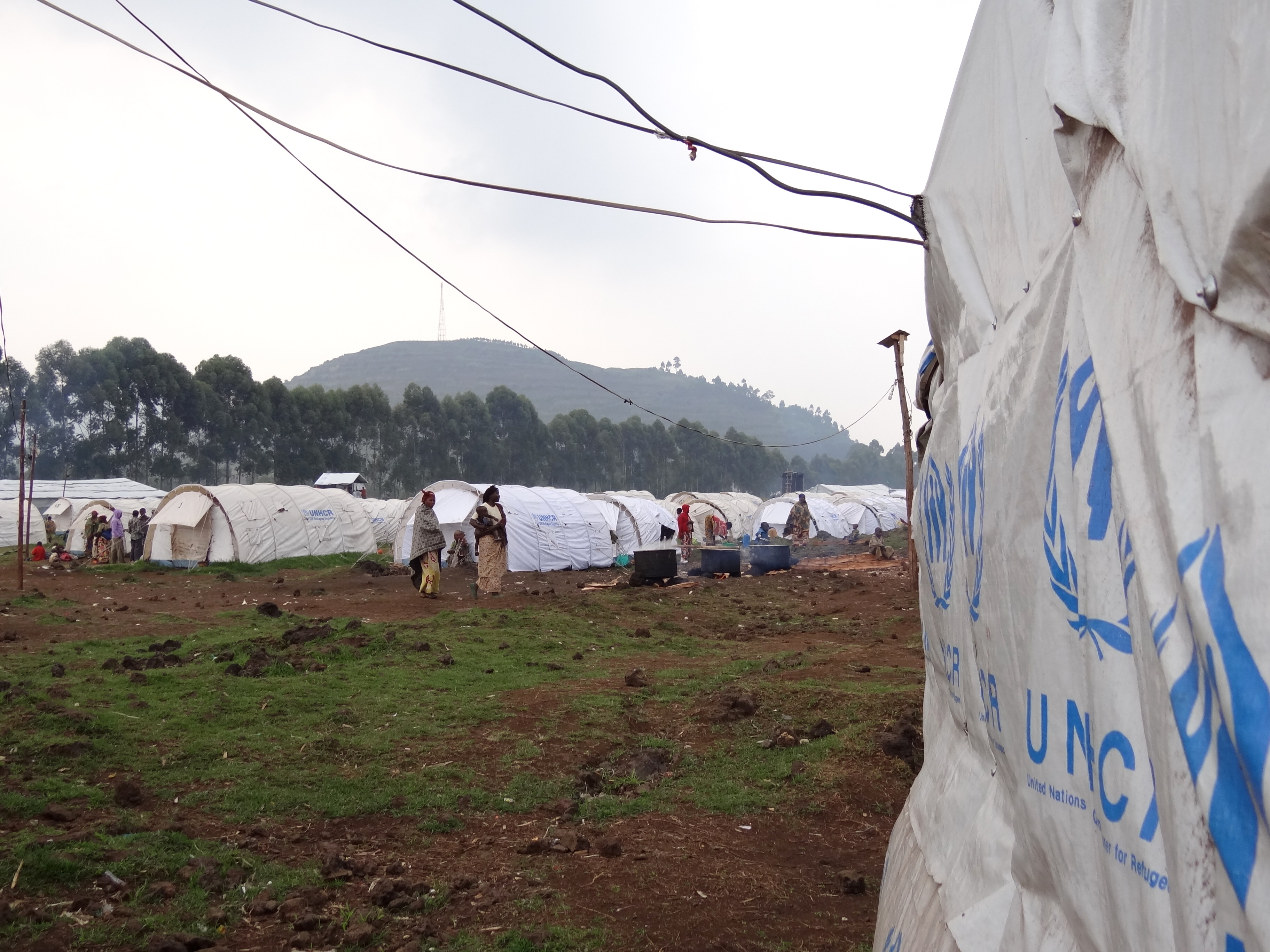
우간다 서남부에 조성된 콩고인 난민촌의 모습.

우간다는 전 세계에서 난민이 가장 많이 살고 있는 국가 중 하나로, 2022년 2월 28일 기준으로 총 1,529,904명의 난민이 우간다에 살고 있다. 우간다로 향하는 대규모 난민 유입 경로는 우간다 주변국, 특히 남수단과 콩고 민주 공화국에서 발생한 전쟁과 폭력, 이와 관련된 경제적, 정치적 위기로 인해 발생한 난민이 유입된다. 우간다는 교육, 노동, 사유재산, 의료 및 기타 사회자본서비스에 대한 접근권 등 난민에게 여러 권리를 제공하는 비교적 난민에게 '우호적인' 국가이다.

## 권역
우간다의 난민 대부분은 이웃국가인 남수단과 콩고 민주 공화국 국경에서 유입된다.
우간다는 현재 11개 난민수용소를 운용하고 있다.
1. 아촐피 난민수용소
2. 비디비디 난민수용소
3. 임베피 난민수용소
4. 캄팔라 난민수용소
5. 키량동고 난민수용소
6. 카야카 II 난민수용소
7. 카양왈리 난민수용소
8. 나키발레 난민수용소
9. 파기리냐 난민수용소
10. 르히노 난민수용소
11. 르왐와냐 난민수용소

우간다의 난민 중 절반 이상이 서북부 지역에 있는 비디비디, 파기리냐, 르히노 난민수용소에 몰려 있다. 또한 국적별로 따지면 우간다의 난민 62%가 남수단 사람이며, 29%가 콩고 민주 공화국 사람이다.

## 같이 보기
- 남수단 내전
- 키부 분쟁